# Rudolf Ölz Meisterbäcker

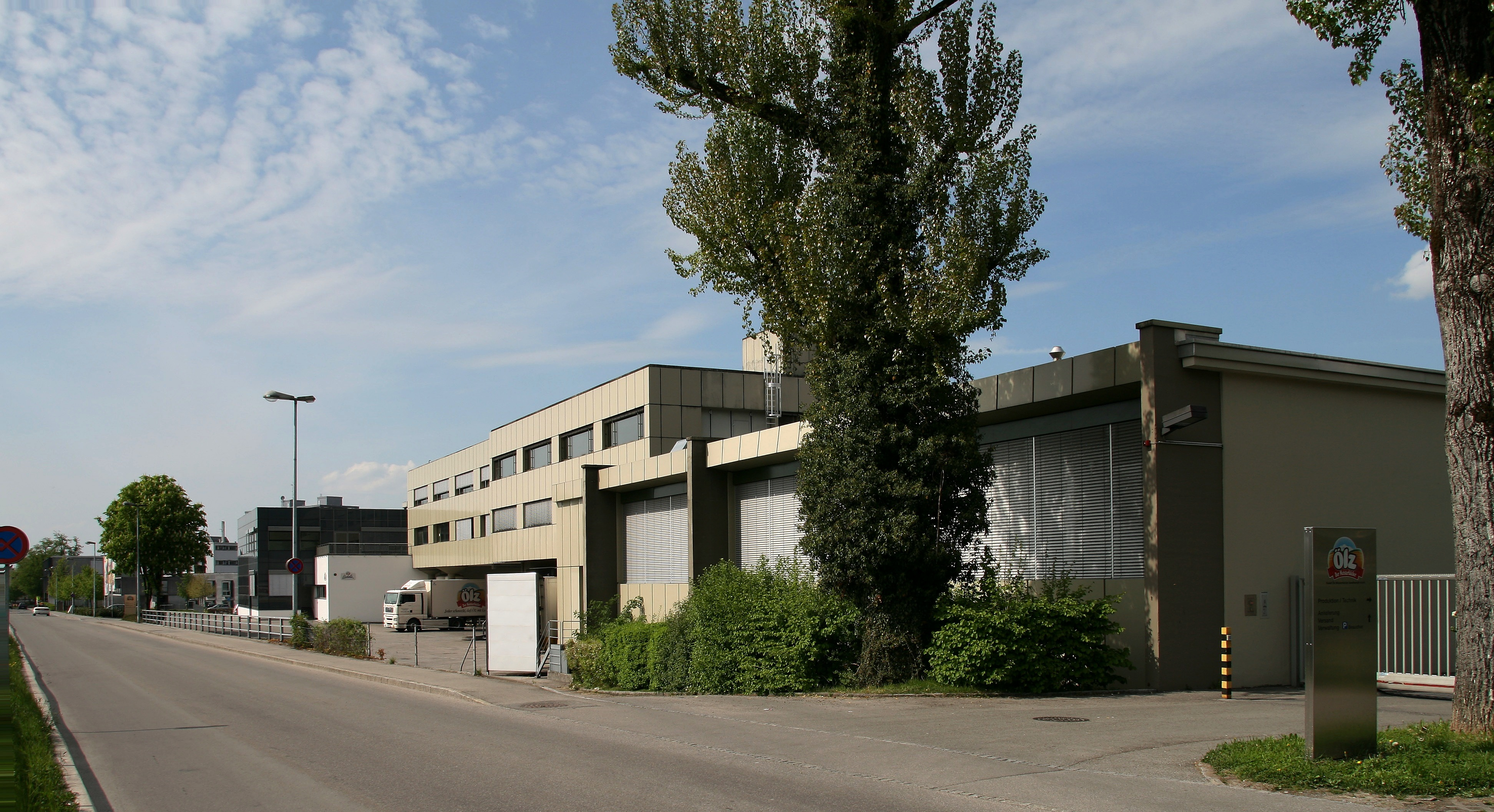
Produktion & Verwaltung im Werk Juchen (Dornbirn), 2008

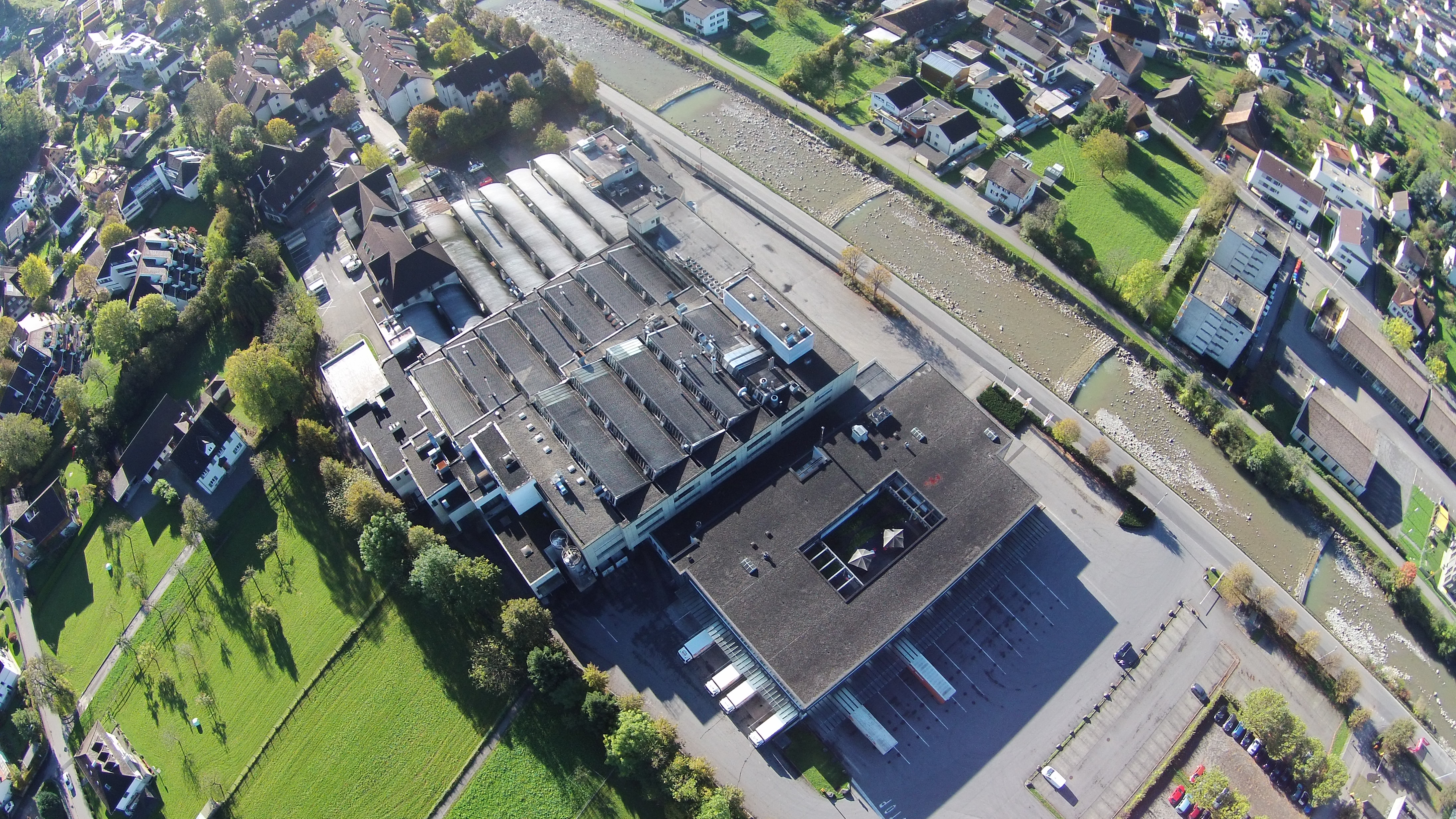
Luftaufnahme Werk Juchen, 2014

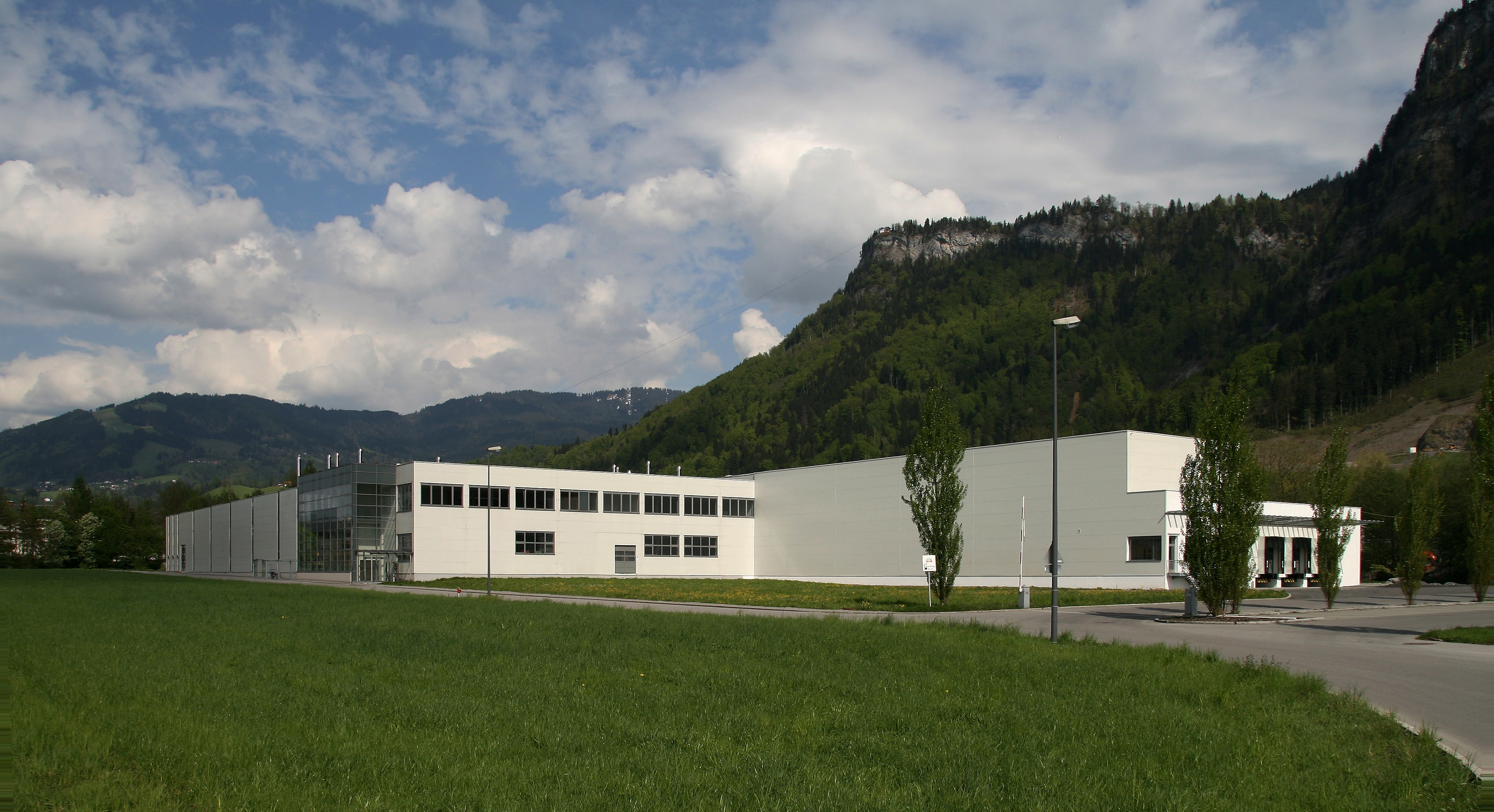
Produktion im Werk Wallenmahd (Dornbirn), 2008

Die Rudolf Ölz Meisterbäcker GmbH & Co KG ist ein österreichischer Backwarenhersteller. Ihren Hauptsitz hat die Gesellschaft in Dornbirn im Bundesland Vorarlberg, wo sie der zweitgrößte Arbeitgeber der Stadt ist. Nach eigenen Angaben ist Ölz Marktführer bei Backwaren in Österreich. Besonders bekannt wurde das Unternehmen im Jahr 1953 mit der Entwicklung der industriellen Herstellung von Backerbsen sowie deren erstmaligem Verkauf.

## Daten und Fakten
Alleine in Vorarlberg beschäftigt Ölz ca. 600 Personen. In ganz Österreich existieren 14 Lagerstandorte. Im Jahr 2018 lag der Gesamtumsatz des Backwarenerzeugers bei 202,8 Millionen Euro, was dem Umsatz des Vorjahrs entsprach. Etwa 47 % des Umsatzes entspringen dem Export von Lebensmitteln nach Deutschland, in die Schweiz, nach Italien, Frankreich, Ungarn und in die Slowakei sowie nach Slowenien. Der gesamte Produktkatalog des Unternehmens enthält etwa 100 Produkte, die je nach Saison noch mit 30 verschiedenen Saisonprodukten ergänzt werden.

## Geschichte
Die Unternehmensgeschichte begann im Jahr 1938 mit der Eröffnung einer kleinen Bäckerei durch den Firmengründer Rudolf Ölz in Dornbirn. Den Durchbruch in unternehmerischer Hinsicht schaffte die Firma 1953 mit der Entwicklung der industriellen Herstellung von Backerbsen, einem im Handel bis dahin unbekannten Produkt, das als Suppeneinlage dient. Diese Backerbsen wurden ein voller Erfolg bei den Konsumenten, was schon bald eine Auslagerung der Produktion an den Standort „Bäckerei am Mühlebach“ zur Folge hatte. Auch die Herstellung von Kuchen wurde bald schon im großen Stil betrieben. So wurden 1963 erstmals Stangenkuchen im Großhandel vertrieben, 1966 wurde ein Netzbandofen installiert und zwei Jahre darauf wurde ein eigener Frischedienst zum Vertrieb der Waren eingerichtet.
Im Jahr 1974 wurde das Betriebsgebäude des mittlerweile zur Großbäckerei entwickelten Unternehmens erweitert und umgebaut. Außerdem entstand im gleichen Jahr die Firma LAND-LEBEN Nahrungsmittel GesmbH & Co. KG als Zusammenarbeit zwischen Helmut Ölz und Alois Ruhdorfer mit Sitz in Grödig.
Zwei weitere wichtige Unternehmensbereiche kamen Ende der 1970er und Anfang der 1980er Jahre zum Sortiment hinzu. Zunächst wurde im Jahr 1978 erstmals Toastbrot in der Bäckerei hergestellt, dann wurden 1981 die ersten Zopfbrote von Ölz gefertigt. 1984 wurde der heute wichtigste Standort Achmühle direkt am Damm der Dornbirner Ach in Betrieb genommen, der bereits drei Jahre darauf um drei zusätzliche Backlinien erweitert wurde. Die Expansion ins nahe Ausland erfolgte im Jahr 1990 mit der Einrichtung eines Frischedienstes in der Schweiz. Im Jahr 1997 erreichte die Ölz Meisterbäcker GmbH & Co KG in Österreich einen Bekanntheitsgrad von 93 % gestützt und 49 % spontan.
Eines der erfolgreichsten Produkte von Ölz, der Topfenstrudel, wurde 1998 eingeführt. 2002 und 2003 kam es zu erheblichen Zu- und Umbauten sowohl an der bestehenden Bäckerei an der Achmühle als auch an einem neuen Standort im Wallenmahd, wo 2007 auch eine neue Toastanlage errichtet wurde, die im Jahr 2008 in Betrieb genommen werden konnte.
Ebenfalls 2008 übergab der bisherige Eigentümer Helmut Ölz die Eigentumsrechte am Unternehmen an seine drei Söhne Bernhard, Martin und Florian Ölz. Eine Erweiterung der bestehenden Toastbrot-Produktionsanlage am Standort Wallenmahd im Jahr 2011 steigerte die jährliche Ausstoßkapazität an Toastbroten auf rund 100 Millionen Stück.
Eine Beteiligung im Umfang von 18,8 Prozent am Wiener Brot- und Backwarenhersteller Ankerbrot, die im Jahr 2013 von Ölz eingegangen wurde, veräußerte das Unternehmen im Mai 2019, um sich stärker auf das eigene Unternehmen konzentrieren und umfangreiche Investitionen in den Produktionsstandort Dornbirn-Wallenmahd vornehmen zu können.
Im März 2024 wurde verlautbart, dass sich die Brüder Bernhard und Florian Ölz per Ende Juni aus der operativen Geschäftsführung zurückziehen und in einen von der Eigentümerfamilie neu installierten Gesellschafterbeirat wechseln werden.